# Barbara Romagnan

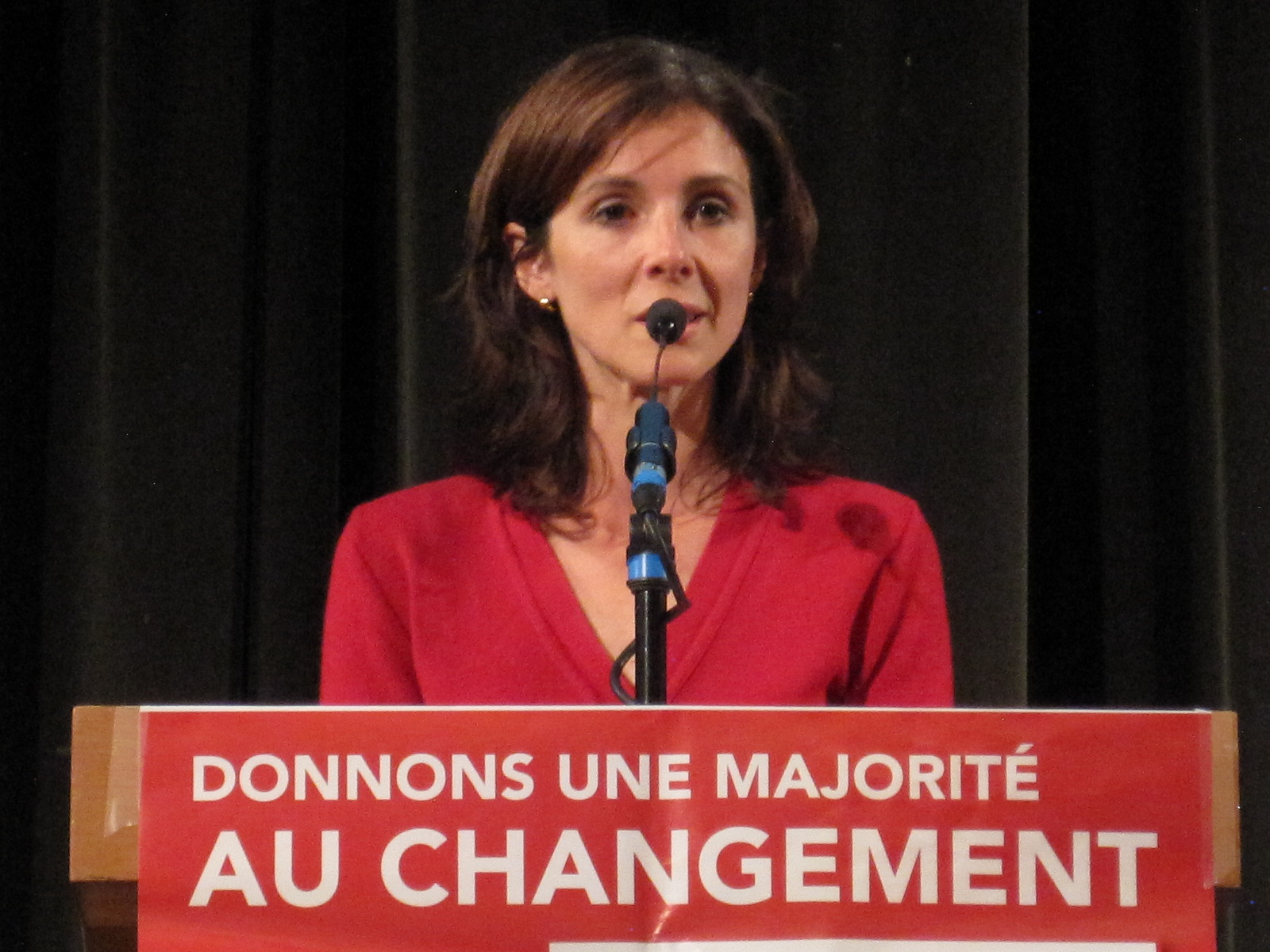
Romagnan 2012

Barbara Romagnan (* 25. April 1974 in Annecy) ist eine französische Politikerin. Sie ist seit 2012 Abgeordnete der Nationalversammlung.
Romagnan arbeitete nach ihrem Studium, während dessen sie in der UNEF aktiv war, zunächst als Lehrerin. Neben ihrer Tätigkeit für die Parti socialiste, der sie 1995 beitrat, war sie in Menschenrechts-, Frauenrechts- und Dritte-Welt-Organisationen sowie in Sportvereinen und für Gewerkschaften aktiv. Ab 2003 war sie im nationalen Büro ihrer Partei vertreten. Für diese trat sie bei den Parlamentswahlen 2007 im Département Doubs an, scheiterte mit 49,85 % aber äußerst knapp am Einzug in die Nationalversammlung. Im folgenden Jahr gelang ihr jedoch die Wahl in den Generalrat des Départements. Bei den Parlamentswahlen 2012 kandidierte sie erneut und wurde mit 54,73 % im ersten Wahlkreis des Départements Doubs in die Nationalversammlung gewählt.